# Ilex ardisiifrons
Ilex ardisiifrons är en järneksväxtart som beskrevs av Reiss. Ilex ardisiifrons ingår i släktet järnekar, och familjen järneksväxter. Inga underarter finns listade i Catalogue of Life.